# Dual oxydase 2
La dual oxydase 2, aussi connue sous le nom de DUOX  ou ThOX2 (pour thyroid oxidase), est une oxydoréductase qui catalyse les réactions :
NADPH + H+ + O2  {\displaystyle \rightleftharpoons }  NADP+ + H2O2 ;
NADH + H+ + O2  {\displaystyle \rightleftharpoons }  NAD+ + H2O2.
Cette enzyme est présente chez l'homme,. Elle a été la première fois identifiée au niveau des glandes thyroïdes puis au niveau de l'épithélium pulmonaire. Chez l'homme, il existe deux isoformes : hDUOX1 et hDUOX2,,,. Son gène est le DUOX2 situé sur le chromosome 15 humain.

## Fonction
Les recherches sur les dérivés réactifs de l'oxygène dans les systèmes biologiques ont été jusqu'à présent très orientées sur les processus de phagocytose. Il est maintenant reconnu que la production de ces espèces oxygénées n'est pas uniquement spécifique à la phagocytose. 
On sait que les DUOX2 ont la capacité à produire du peroxyde d'hydrogène H2O2, peroxyde qui peut ensuite être utilisé (détoxiqué) par une peroxydase, par exemple la lactoperoxydase, afin de produire l'anion hypothiocyanite N≡C–S–O–.

## Implication des duox en santé humaine
Les duox sont également impliquées dans les mécanismes de défenses immunitaires du poumon,,,, en particulier dans le cadre de la mucoviscidose où elles sont inhibées par les Pseudomonas aeruginosa.
De fait, le fonctionnement de cette protéine régulatrice de la production de peroxyde d'hydrogène associé au dysfonctionnement du canal CFTR, ne laissant pas passer les ions chlore, thiocyanate, iode, explique le développement des micro-organismes sur l'épithélium pulmonaire.
Ainsi, en compensant le manque en thiocyanate du poumon, en rétablissant le fonctionnement des duox, on pourrait maîtriser les flores bactériennes et fongiques se développant dans le poumon et dès lors disposer de traitements efficaces pour les patients atteints de mucoviscidose.

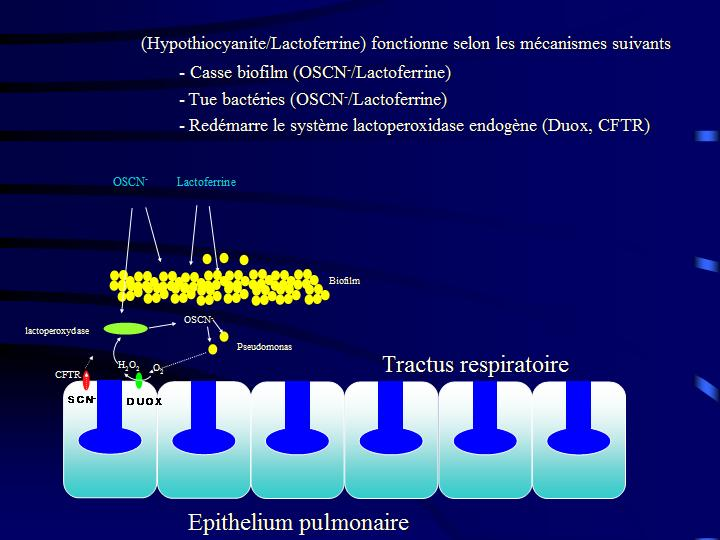
Schéma de fonctionnement.